# Ceratesa
Ceratesa is een geslacht van vlinders van de familie van de Nachtpauwogen (Saturniidae), uit de onderfamilie van de Ceratocampinae. De wetenschappelijke naam en de beschrijving van dit geslacht werden voor het eerst in 1949 gepubliceerd door Ezra Michener. 
Dit geslacht is monotypisch, dat wil zeggen dat het maar één soort heeft namelijk Ceratesa hemirhodia Michener, 1949 uit Zuid-Amerika.